# Castancoli
Castàncoli è il nome di una dorsale dell'isola d'Elba situata alle pendici meridionali del Monte Capanne non distante dal sito megalitico dei Sassi Ritti. Il toponimo, attestato dal XVIII secolo, ha una doppia ipotesi di derivazione: dal latino castanīculus («piccolo castagno») o da «Casa di Stanculf» (nome personale longobardo). Il sito è noto soprattutto per la cospicua presenza di una popolazione di pernice rossa.

## Ambiente
La vegetazione è composta da macchia mediterranea caratterizzata da Erica arborea e Cistus monspeliensis.